# Thornwood Common
 (avril 2023).
Pour l’article homonyme, voir Thornwood.
Thornwood Common est un village de l'Essex, en Angleterre.